# Министерство обороны Украины
Министе́рство оборо́ны Украи́ны (укр. Міністерство оборони України) — центральный орган исполнительной власти и военного управления Украины, в подчинении которого находятся Вооружённые силы Украины.
Министерство обороны Украины возглавляет министр обороны, которого назначает на должность и освобождает от должности президент Украины в установленном законодательством порядке. Министр подчиняется непосредственно президенту Украины по вопросам, относящимся к конституционным полномочиям президента.
В системе центральных органов исполнительной власти на Минобороны возложена центральная роль по реализации государственной политики в сфере обороны.

## Основные задачи
Основными задачами Министерства обороны Украины являются:
1. участие в реализации государственной политики по вопросам обороны и военного строительства, координация деятельности государственных органов и органов местного самоуправления из подготовки государства к обороне;
2. участие в анализе военно-политической обстановки, определение уровня военной угрозы национальной безопасности Украины;
3. обеспечение функционирования, боевой и мобилизационной готовности, боеспособности и подготовки Вооружённых Сил к выполнению положенных на них функций и задач;
4. проведение государственной военной кадровой политики, мероприятий по реализации социально-экономических и правовых гарантий военнослужащих, членов их семей и работников Вооружённых сил;
5. развитие военного образования и науки, укрепление дисциплины, правопорядка и воспитание личного состава;
6. взаимодействие с государственными органами, общественными организациями и гражданами, международное сотрудничество;
7. контроль над соблюдением законодательства в Вооружённых силах, создание условий для демократического гражданского контроля над Вооружёнными Силами;
8. обеспечение формирования государственной политики в сфере гражданской защиты, защиты населения и территорий от чрезвычайных ситуаций и предотвращения их возникновения, ликвидации чрезвычайных ситуаций, спасательного дела, тушения пожаров, пожарной и техногенной безопасности, деятельности аварийно-спасательных служб, профилактики травматизма непроизводственного характера, а также гидрометеорологической деятельности;
9. направляет и координирует деятельность Государственной службы Украины по чрезвычайным ситуациям.

Минобороны осуществляет руководство вооружёнными силами через свои структурные подразделения:
- Департамент кадровой политики
- Главное управление разведки
- Главное финансово-экономическое управление
- Департамент Правового обеспечения
- Департамент международного сотрудничества
- Главное управление воспитательной работы
- Главное управление военного образования
- Главная инспекция
- Главное управление расквартирования войск и капитального строительства
- Управление начальника войск радиационной, химической и биологической защиты
- Военно-научное управление
- Центр военного сотрудничества и верификации
- Военно-оркестровая служба
- Центральное управление метрологии и стандартизации

## История создания Вооружённых сил Украины
В 1944—1945 гг. формально функционировал наркомат обороны Украинской ССР, однако его функции были чисто представительскими, так как отдельных Вооружённых сил Украины не существовало. Должность наркома обороны занимал генерал В. Герасименко. В 1945 г. наркомат обороны был ликвидирован и не восстанавливался.
После распада СССР и провозглашения в 1991 году независимости Украина унаследовала одну из наиболее мощных группировок войск в Европе, оснащённую ядерным оружием и в целом относительно современными образцами обычного вооружения и военной техники.
На территории Украины к тому времени дислоцировались: ракетная армия, три армии и две танковые армии, один армейский корпус, четыре воздушные армии, отдельная армия противовоздушной обороны (ПВО), Военно-морские силы Украины.
Всего группировка войск и сил насчитывала около 780 тысяч человек личного состава , 6,5 тысяч танков, около 7 тысяч боевых бронированных машин, до 1,5 тысяч боевых самолётов, свыше 350 кораблей и судов обеспечения, 1272 стратегических ядерных боеголовок межконтинентальных баллистических ракет и почти 2,5 тысячи единиц тактического ядерного оружия.
Тем не менее это не были ещё Вооружённые силы независимого государства в полном понимании этого слова, Украина получила лишь отдельные фрагменты военной машины Советского Союза.
Поэтому 24 августа 1991 года Верховная Рада Украины утвердила решение о взятии под свою юрисдикцию всех расположенных на украинской территории формирований Вооружённых сил бывшего СССР, и о создании одного из ключевых ведомств — Министерства обороны Украины.
Процесс военного строительства на Украине условно можно распределить на три основных этапа:
- первый, с 1991 по 1996 годы — формирование основ Вооружённых сил Украины;
- второй, с 1997 по 2000 годы — дальнейшее строительство Вооружённых сил Украины;
- третий, с 2001 года — реформирование и развитие Вооружённых сил Украины.

Характерными признаками первого этапа были одновременное формирование правовой основы деятельности Вооружённых сил, реорганизация их структур, создание соответствующих систем управления, обеспечение и других элементов, необходимых для их функционирования.
На конец 2016 года в Министерстве обороны Украины работают 33 иностранных советника, представляющих все 12 стран-членов НАТО.

## Министры
- Шмыгаль Денис Анатольевич (с 17 июля 2025)

## Заместители министра
Данные представлены по состоянию на 26 июля 2025 года
Первый заместитель министра обороны:
- Гаврилюк Иван Юрьевич

Государственный секретарь Министерства обороны Украины:
- Сопига Иван Сергеевич

Заместители министра обороны:
- Боев Сергей Сергеевич
- Гвоздяр Анна Юрьевна
- Заверуха Владимир Александрович
- Мироненко Юрий Николаевич
- Ферчук Оксана Витальевна, заместитель министра по вопросам цифрового развития, цифровых трансформаций и цифровизации

## Руководство Генерального штаба
Главнокомандующий Вооружёнными силами Украины
- 2020—2021 — генерал-полковник Хомчак, Руслан Борисович
- 2021—2024 — генерал Залужный, Валерий Федорович
- с 2024 — генерал-полковник (генерал с 2024)Сырский, Александр Станиславович

Начальники Генерального штаба Украины
- 1991—1992 — генерал-лейтенант Живица, Георгий Владимирович (и. о.)
- 1992 — генерал-лейтенант Собков, Василий Тимофеевич
- 1992—1993 — генерал-лейтенант Бижан, Иван Васильевич
- 1993—1996 — генерал-полковник Лопата, Анатолий Васильевич
- 1996—1998 — генерал-лейтенант (генерал-полковник с 1997) Затынайко, Александр Иванович
- 1998—2001 — генерал-полковник (генерал армии с 2001) Шкидченко, Владимир Петрович
- 2001 — генерал-лейтенант Пальчук Николай Николаевич (и. о.)
- 2001—2002 — генерал-полковник Шуляк, Пётр Иванович
- 2002—2004 — генерал-полковник Затынайко, Александр Иванович
- 2004—2009 — генерал-лейтенант (генерал-полковник, генерал армии с 2007) Кириченко, Сергей Александрович
- 2009—2010 — генерал-полковник (генерал армии с 2010) Свида, Иван Юрьевич
- 2010—2012 — генерал-лейтенант (генерал-полковник с 2010) Педченко, Григорий Николаевич
- 2012—2014 — генерал-лейтенант (генерал-полковник с 2012) Замана, Владимир Михайлович
- 2014 — адмирал Ильин, Юрий Иванович
- 2014 — генерал-лейтенант Куцин, Михаил Николаевич
- 2014—2019 — генерал-лейтенант (генерал-полковник, генерал армии с 2015) Муженко, Виктор Николаевич
- 2019—2020 — генерал-полковник Хомчак, Руслан Борисович
- 2020—2021 — генерал-полковник Корнийчук, Сергей Петрович
- 2021—2024 — генерал-майор (генерал-лейтенант с 2021) Шаптала, Сергей Александрович
- с 2024 — генерал-лейтенант Баргилевич, Анатолий Владиславович

## Главное командование

### Виды вооружённых сил Украины
Командующие Сухопутными войсками ВСУ
- 1994—1998 генерал-полковник Василий Собков
- 1998—2001 генерал-полковник Петр Шуляк
- 2001—2002 генерал-полковник Александр Затынайко
- 2004—2006 генерал-полковник Николай Петрук
- 2006—2007 генерал-лейтенант Валерий Фролов
- 2007—2009 генерал-лейтенант Иван Свида
- 2009—2014 генерал-полковник Геннадий Воробьёв
- 2014—2016 генерал-лейтенант Анатолий Пушняков
- 2016—2019 генерал-полковник Сергей Попко
- 2019—2024 генерал-лейтенант (генерал-полковник с 2020) Александр Сырский
- 2024 генерал-лейтенант Александр Павлюк
- 2024 Михаил Драпатый
- 2024 — настоящее время бригадний генерал Геннадий Шаповалов

Командующие Воздушными силами ВСУ (с 2004)
- генерал-полковник Торопчин Анатолий Яковлевич (2004—2007)
- генерал-полковник Руснак Иван Степанович (2007—2010);
- генерал-полковник Онищенко Сергей Иванович (2010—2012);
- генерал-полковник Байдак Юрий Аврамович (2012—2015);
- генерал-полковник Дроздов Сергей Семёнович (2015 — 2021)
- генерал-майор (генерал-лейтенант с 2021) Олещук Николай Николаевич (2021 — настоящее время)

Командующие Военно-морскими силами ВСУ
- апрель 1992 — октябрь 1993 — вице-адмирал Борис Кожин
- октябрь 1993 — октябрь 1996 — вице-адмирал Владимир Бескоровайный[4].
- 28 октября 1996 — 20 мая 2003 — адмирал Михаил Ежель
- 21 мая 2003 — 23 марта 2006 — вице-адмирал Игорь Князь[5][6].
- 23 марта 2006 — 17 марта 2010 — адмирал Игорь Тенюх[7][8].
- 18 марта 2010 — 26 июля 2012 — адмирал Виктор Максимов[9][10].
- 27 июля 2012 — 19 февраля 2014 — адмирал Юрий Ильин[11][12].
- 1 марта — 2 марта 2014 — контр-адмирал Денис Березовский[13][14].
- 7 марта 2014 — 15 апреля 2016 — вице-адмирал Сергей Гайдук[15][16][17][18][19].
- 2 июля (с 25 апреля — и. о.) 2016 — 11 июня 2020 — генерал-лейтенант (с присвоением звания вице-адмирала) Игорь Воронченко[20][21][22][23].
- со 11 июня 2020 — контр-адмирал (вице-адмирал с 2022) Алексей Неижпапа

### Отдельные рода войск
Командующие Десантно-штурмовыми войсками ВСУ
- полковник Виктор Алексеевич Савечко (и. о.) (1992—1993);
- генерал-майор Виталий Анатольевич Раевский (1993—1998);
- полковник Иван Николаевич Якубец (1998—2005);
- полковник Сергей Гурьевич Лисовой (2006—2012);
- полковник Александр Николаевич Швец (2012—2014);
- полковник Юрий Алимович Галушкин (и. о.) (на 1 июня 2014);
- полковник Владимир Станиславович Иванов (и. о.) (на январь 2015);
- генерал-лейтенант Михаил Витальевич Забродский (2015—2019);
- генерал-майор Мойсюк Евгений Георгиевич (2019—2021);
- бригадный генерал (генерал-майор с 2022) Миргородский Максим Викторович (с августа 2021 по 2024 год);
- бригадный генерал (генерал-майор с 2024)Скибюк Игорь Анатольевич (с 11 февраля 2024 года).

Командующие Сил специальных операций ВСУ (с 2016)
- 5 января 2016 — 25 августа 2020 — генерал-лейтенант Игорь Васильевич Лунёв;
- 25 августа 2020 — 25 июля 2022 — генерал-майор Григорий Анатольевич Галаган
- 25 июля 2022 — 3 ноября 2023 — генерал-майор Хоренко Виктор Александрович
- 3 ноября 2023 — 9 мая 2024 — полковник Лупанчук Сергей Константинович
- с 9 мая 2024 — бригадный генерал (генерал-майор с 2024) Трепак Александр Сергеевич

Согласно изменениям 2018 года («Закона про нацбезопасность»), призванным интегрировать ЗСУ в НАТО, министр и его заместители назначаются исключительно из гражданских. По словам одного из главкураторов процесса — советника от США Стивена Сильвершвайна: «Не важно, будет это человек с военным прошлым или без — главное, чтобы он умел слушать и доносить информацию».

## Оценка деятельности
Как указывают эксперты американского аналитического центра RAND, распределение обязанностей между Министерством обороны и Генеральным штабом ВСУ за время украинской независимости несколько раз претерпевало изменения, а в настоящий момент накладки, пробелы и беспорядок в функциях оборонных ведомств значительно снижают результативность их работы и затрудняют установление общественного контроля над этими ведомствами. Недостаточный контроль гражданского общества над военными структурами ведёт к формированию системы, которая имеет тенденцию использовать военные методы для купирования тех проблем, которые могли бы быть разрешены политическими средствами. При этом неясность в служебной иерархии берёт своё начало начиная с самой её верхушки, а разделение линий командования и управления вносит путаницу и, помимо проблем с границами сфер ответственности, привносит несостоятельность в сфере коммуникации. Особо отмечается запутанность функций Министерства обороны и Генерального штаба в области военной разведки, которые непонятны даже для их собственного персонала. Причём режим работы обоих структур сильно замедляет выполнение рутинных действий, а организационная культура имеет тенденцию перекладывать необходимость принятия решений на высшие уровни командования, что заставляет верховных офицеров заниматься вопросами, которые легко можно было бы решить на четыре или пять эшелонов ниже.
Отсутствие чёткого разделения обязанностей Министерства обороны и Генерального штаба сказалось на системе снабжения украинских вооружённых сил. Одной из главных проблем было названо отсутствие чёткого круга лиц, которые бы несли ответственность за процессы снабжения и логистики, в настоящее время эти функции распределены между Министерством обороны и Генеральным штабом. Такое распределение затрудняет идентификацию проблемных точек и сильно усложняет проведение оценки стоимости полного цикла работы системы снабжения включая приобретение, хранение, транспортировку и распределение материальных средств.
Много вопросов вызывают закупки по контрактам, которые проводятся по указаниям кабинета министров и информация о которых остаётся вне открытого доступа. Всё это способствует непрозрачности схем закупки, неопределённому контролю их качества и ограничивает возможности по приобретению военного снаряжения иностранного производства. Приверженцы засекреченности системы госзакупок настаивают на своей точке зрения, апеллируя к тому, что её открытость предоставит противнику большие объёмы информации о состоянии украинских вооружённых сил, однако американские эксперты указывают, что это противоречит опыту многих стран, которые продолжают оставаться в состоянии войны. Например, в Ираке и Афганистане информация о госзакупках располагается в открытом доступе именно из-за высоких издержек, связанных с недостатком их прозрачности. В свете всего вышесказанного, система тендеров, которая используется Министерством обороны Украины, была названа непрозрачной, медленной и неспособной предотвратить коррупцию.